# 탈쿨락화

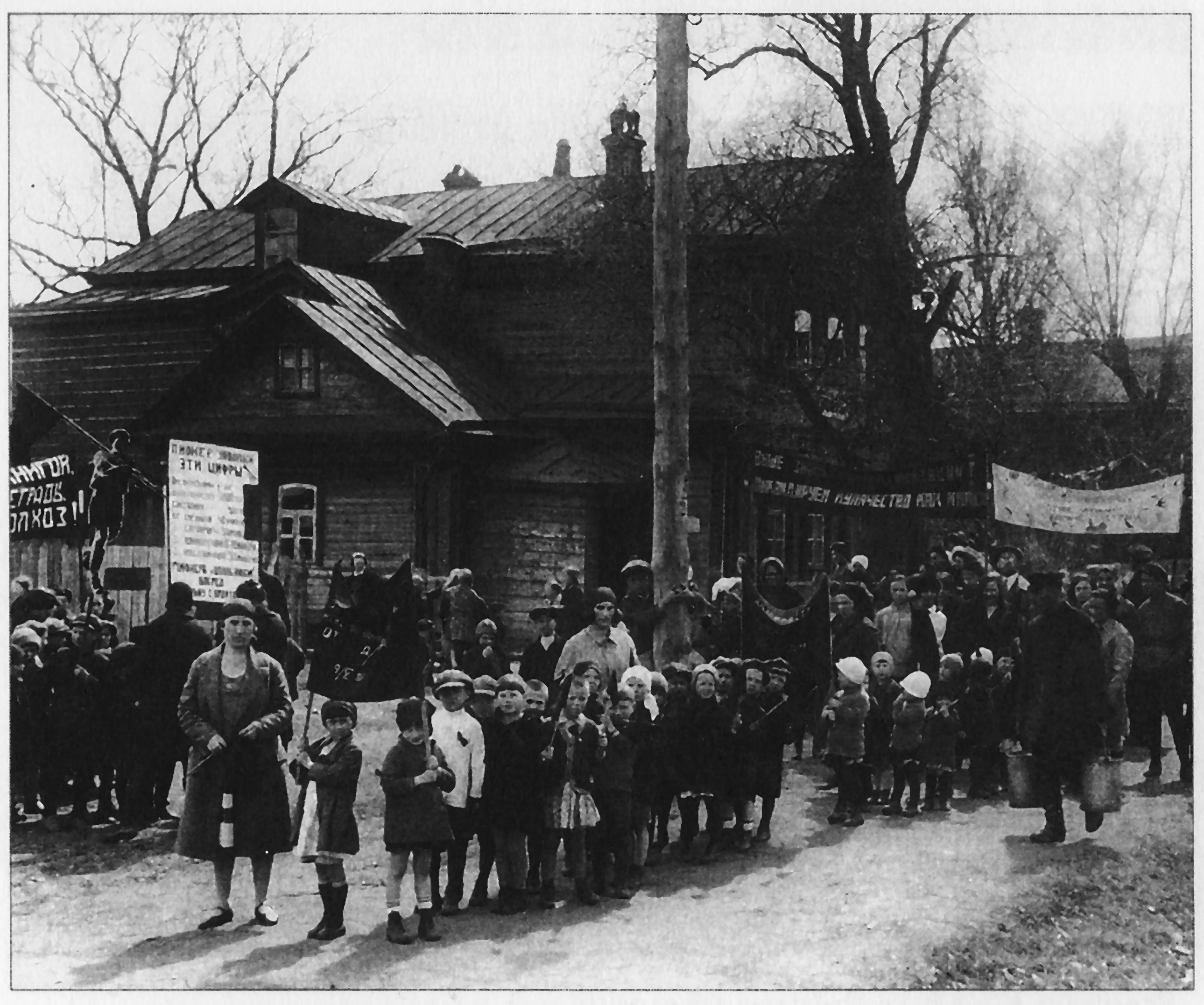
구 소련의 집단화의 한 부분을 보여주는 사진

탈쿨락화(Dekulakization)는 구 소련에서 1929년-1932년 사이에 일어난 정치적 탄압을 일컫는 말로, 수 백만의 쿨락들을 체포, 추방 및 사형시킨 것을 말한다.
농장을 몰수하기 위해 구 소련 정부는 쿨락을 그들의 계급의 적폐로 삼았다.
180만명 이상의 소작농을 1930년-1931년의 기간 동안 추방하였다.

## 같이 보기
- 홀로도모르
- 적색 테러